# Шетько, Игорь Николаевич
Игорь Николаевич Шетько (14 июня 1996, Гусино, Краснинский район, Смоленская область) — российский биатлонист, чемпион России, чемпион мира среди юниоров. Мастер спорта России.

## Биография
Занимается биатлоном с 2010 года. С 2015 года представляет Тюменскую область. Первый тренер — Кирилихин Валерий Александрович (г. Тара Омской области), в дальнейшем занимался под руководством Н.Клыкова, М. В. Кугаевского, Р. А. Зубрилова, С. А. Зольникова.
Неоднократный призёр юниорских первенств России и всероссийских соревнований. В том числе победитель первенства России 2016 года по летнему биатлону в эстафете.
Победитель первенства России 2017 года в спринте, эстафете и смешанной эстафете, 2016 года в гонке патрулей. 
Призёр этапов Кубка России.
Двукратный серебряный призёр (спринт и эстафета) Всероссийской зимней Универсиады 2018 года
Двукратный серебряный призёр (спринт и масс-старт) Всероссийской зимней Универсиады 2020 года.
В 2015 году участвовал в юниорском чемпионате мира в Раубичах в категории «до 19 лет», где стартовал в двух видах программы. В индивидуальной гонке стал бронзовым призёром, а в эстафете завоевал золотую медаль.
На взрослом уровне стал чемпионом России в 2020 году в патрульной гонке в составе команды Тюменской области. В 2019 году завоевал серебро в этой же дисциплине в составе сборной Уральского ФО.
Бронзовый призер Кубка России в Масс-старте.
Бронзовый призёр летнего Чемпионата России по биатлону.